# Crimthann II Srem
Crimthann II Srem („Sprężysty”) lub Crimthann II Feimin („Prosty”) (zm. ok. 547 r.) – król Cashel i Munsteru z dynastii Eóganacht w latach ok. 527-547, przodek linii Eóganacht Glendamnach, syn Eochaida II mac Óengusa, króla Munsteru. Prawdopodobnie objął władzę nad Munsterem po swym stryju Dub I Gilcachu. 
Chronologia królów munsterskich VI w. jest zagmatwana. Bowiem Roczniki Tigernacha podały, że Crimthann nastąpił po swym ojcu Eochaidzie II, zmarłym w 522 r. (właściwie w 523 r.). Według Tablicy Synchronistycznej Laud (fol. 115 a 5) rządził Munsterem przez dwadzieścia lat w czasach Túathala II Máelgarba, zwierzchniego króla Irlandii w latach 534-544. Dzięki tej informacji można umieścić jego śmierć na rok 547, kiedy to syn Coirpre Cromm został wspomniany w źródłach, jako król Munsteru. Tablica Synchronistyczna mogła zostać napisana, by faworyzować jego dynastię. Saga Senchas Fagbála Caisil („Historia Odkrycia Cashel”) pomija go na liście królów, podczas gdy lista w Księdze z Leinsteru zanotowała go. 
Crimthann został przodkiem Eóganacht Glendamnach (Glanworth, w hrabstwie Cork), gałęzi dynastii Eóganacht. Genealogie dają mu brata bliźniaka Crimthanna Aithir Chliacha, syna kobiety o imieniu Dearcon. Był on przodkiem Eóganacht Airthir Chliach, gałęzi dynastii zamieszkałej wokół miasta Tipperary. Jest możliwe, że genealogie stworzyły z jednego dwóch Crimthannów. Nie wiadomo który Crimthann, syn Dearcon, został wspomniany w traktacie odnoszącym się do synodu Munsteru w VI w.

## Potomstwo
Crimthann miał pięciu synów:
- Áed Cróin
- Fedlimid
- Coirpre Cromm, następca na tronie Munsteru
- Fedlimid, przodek Cenél Fiachnai
- Fiachrae Bidnac